# Pachydactylus carinatus
Pachydactylus carinatus är en ödleart som beskrevs av  Bauer LAMB och BRANCH 2006. Pachydactylus carinatus ingår i släktet Pachydactylus och familjen geckoödlor. Inga underarter finns listade i Catalogue of Life.